# Hexenverfolgungen in Sindelfingen
Von 1562 bis 1684 gerieten in den Hexenverfolgungen in Sindelfingen 34 Frauen in Hexereiverdacht. Im Gegensatz zu vielen Gebieten in Württemberg fanden über die Hälfte der Verdächtigen den Tod: 19 der angeklagten Frauen wurden in Hexenprozessen hingerichtet.

## Namen der Opfer der Hexenprozesse

### Hexenprozesse 1562 bis 1596
- 1562 Anna Krumm, Frau des Bürgermeisters Hans Krummen (Prozessakten nicht überliefert).
- 1562 Margareta Summereisin, Jacob Summereisins Wittib, Koppen Dillerin genannt (Prozessakten nicht überliefert).
- 1562 Agnes Summereisin, Tochter der Margareta Summereisin, verhaftet, Ausgang unbekannt (Prozessakten nicht überliefert).
- (1562 Drei Frauen aus Böblingen und Schönaich wurden vom Böblinger Stadtgericht ebenfalls zum Tode verurteilt.)

- 1590 Diakon Johannes Cappler, 2. Pfarrer in Sindelfingen, trat Verleumdungen entgegen, wurde als "hexenbürg" beschimpft und nach einer Untersuchung von Kirchenräten aus dem Pfarrdienst entlassen.
- 1590 Magdalena Flicker, Verhaftung am 3. August, Hinrichtung 23. Dezember in Böblingen (Sindelfingen wurde erst 1605 ein eigenständiges Amt).
- 1590 Lena Feigel, Hinrichtung am 23. Dezember mit Magdalena Flicker in Böblingen.
- 1590 Dorle aus Schönaich Hinrichtung am 23. Dezember in Böblingen.
- 1596 Sara Sauter, Barbara Breuninger und Gertrud Raith wurden als Segensprecherinnen ins Sindelfinger Rathaus vorgeladen vor Schultheiß, Pfarrer Georg Reipchius und anderen Vertretern der Kirche. Pfarrer Reipchius sagte über Barbara Breuninger: Sie sei ein böses Weib und <Venefici halber> (Giftmischerei oder Hexerei) sehr suspekt. Die Regierungsräte in Stuttgart verboten den Frauen das "ungebürende Arzneien".

### Hexenprozesse 1609
1605 wurde Sindelfingen ein eigenständiges Amt und unabhängig von Böblingen. Das Sindelfinger Stadtgericht tagte im Alten Rathaus der kleinen Stadt (mit etwa 1400 Einwohnern) und bestand aus zwölf Männern aus der städtischen Oberschicht. Vogt Wendel von Maur als Stellvertreter des Herzogs von Stuttgart war der öffentliche Ankläger.
- 1609 Sara Sauter wurde des Schadenzaubers verdächtigt.
- 1609 Margaretha Renck (Rinklin Greta), die "auf dem Tor zu Sindelfingen" wohnte, erhielt eine achttägige Gefängnisstrafe und Verbot des Arzneiens.
- 1609 Todesurteil gegen Agatha Eberwein.
- 1609 Todesurteil gegen Ottilia Krumm.
- 1609 Todesurteil gegen Margaretha Mögelin.

Vogt Wendel von Maur führte 1609 seinen ersten Hexenprozess gegen Agatha Eberwein, eine arme alte Witwe. Die Eltern eines kranken Kindes hatten sie des Schadenzaubers (Krankheit) bezichtigt. Agatha Eberwein wusste sich unschuldig und gestand nichts. Die Regierung in Stuttgart befürwortete eine Anklage und forderte ein Gutachten der Juristen der Universität Tübingen. Der schlechte Ruf der Angeklagten war gravierend für das Territionsurteil (Folter). Unter der Folter gestand Agatha Eberwein und belastete drei weitere Frauen. Als diese fliehen wollten, ordnete der Vogt ein Verhör und Konfrontation mit Agatha Eberwein an. Ottilia Krumm hätte an Hexentänzen und Wettermachen teilgenommen. Margaretha Mögelin, Ottilia Krumms Schwester, wäre die vornehmste der Hexengesellschaft beim Hexensabbat.
- 1609 Barbara Breuninger erlitt im August den Feuertod. Barbara Breuninger war als Segenssprecherin bereits 1596 verwarnt worden. Der Sindelfinger Pfarrer Philipp Heerbrand ermahnte die Angeklagte und bestätigte die Hexereigerüchte gegen die Angeklagten. Gegen Ottilia Krumm und Margaretha Mögelin wurde Anklage erhoben. Nach dem Folterurteil der Juristen der Universität Tübingen legten Ottilia Krumm und Margaretha Mögelin unter der Folter das Geständnis ab, Hexen zu sein. Auf dem endlichen Rechtstag folgte am 26. Juni 1609 das Todesurteil gegen Agatha Eberwein, Ottilia Krumm und Margaretha Mögelin. Die Hinrichtungsstätte in Sindelfingen lag vermutlich auf dem Goldberg, wo auch der Galgen stand. Wenige Wochen später stand die 85-jährige Barbara Breuninger vor Gericht. Unter der Folter besagte sie die bereits Hingerichteten als "Gespielinnen" des Teufels, sowie die Frauen Sara Sauter, Katharina Heubacher und Irmula Straub.

### Hexenprozesslawine 1615 bis 1616
In der Hexenprozesslawine von Mai 1615 bis September 1616 gerieten 19 Frauen in den Verdacht des Schadenzaubers und der Hexerei. Zwölf Frauen verloren ihr Leben.
- 1615 Judith Stick hingerichtet. Judith Stick wurde im Mai gefoltert. Sie war angeblich schon 1589 in Vaihingen in einen Hexenprozess geraten. Sie konnte lesen, schreiben und war in der Bibel versiert. Sie bestand die theologische Befragung durch das Gericht mit Bravour. 15 Zeugen verdächtigten sie des Schadenzaubers. Ein Folterurteil wurde erlassen, doch während der Tortur der kleinen, zierlichen Person zerbrachen mehrere Folterinstrumente. Nach dem Scheitern der ersten Tortur wurde sie auf eine Wiederholung der Folter verklagt. Vergeblich versuchte sie, den Vogt mit 50 Gulden zu bestechen. In der zweiten Folter legte sie ein Geständnis ab und besagte vier weitere Frauen als Hexen: Barbara Ada, Irmula Straub, Katharina Rohr und Katharina Heubacher. Diese gehörte zur Oberschicht, ihr Bruder war mehrmals Bürgermeister und Ratsmitglied. Der Rat zögerte zunächst bei Ermittlungen gegen sie, aber fürchtete den Unmut der Bevölkerung. Alle vier besagten Frauen wurden angeklagt, der Folter unterworfen, zum Geständnis gezwungen und wie Judith Stick hingerichtet.
- 1615 Barbara Ada (Barbara Betz) hingerichtet. 1611 schrie Barbara Ada in einem Gottesdienst am 29. Juni 1611 laut auf während einer Predigt von Pfarrer Philipp Heerbrand über das große Unwetter am 26. Juni 1611. Daraufhin wurde sie von Vogt Wendel von Maur im Rathaus verhört. Sie wurde verdächtigt, den Tod ihrer Ehemänner verursacht zu haben, und des Segenssprechens. Unter der Folter gestand sie nichts und wurde zunächst freigelassen. 1615 wurde sie hingerichtet.
- 1615 Irmula Straub hingerichtet.
- 1615 Katharina Rohr hingerichtet.
- 1615 Katharina Heubacher hingerichtet.
- 1615 Katharina Heininger hingerichtet
- 1615 Barbara Flaitzer hingerichtet
- 1615 Magdalena Hayd hingerichtet
- 1615 Susanna Mögelin hingerichtet
- 1615 Anna Sauter hingerichtet
- 1616 Hebamme Barbara Jung Februar 1616: Folter, Geständnis, Hinrichtung.
- 1616 Waldburga Pfau: Hinrichtung am 1. Oktober 1616. Es war die letzte bekannte Hexenverbrennung in Sindelfingen.

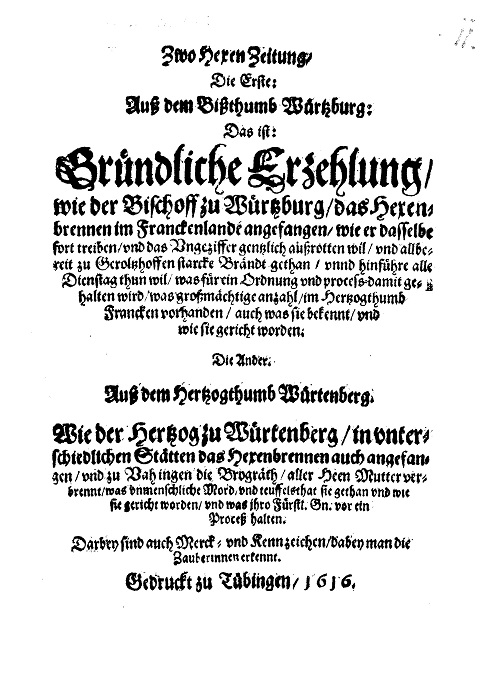
Zwo Hexen Zeitung, Tübingen 1616

## Hexenzeitung Tübingen 1616
Auf die Hexenverfolgungen 1615/1616 in den württembergischen Ämtern Dornstetten, Leonberg und Sindelfingen (Sündelfingen) machte eine sog. Hexenzeitung aus Tübingen 1616 aufmerksam: Zwo Hexenzeitung (…) Die ander: Auß dem Hertzogthumb Würtenberg: Wie der Hertzog zu Würtenberg in unterschiedlichen Stätten das Hexenbrennen auch angefangen. DEr Hertzog zu Würtenberg / hatt das Hexenbrennen auch angefangen / in den Stätten / Dornstatt / Sündelfingen…. Der Text dieser ander Hexenzeitung auß Würtenberg ist nachzulesen bei Wikisource.

## Weitere Hexereiverdächtigungen 1628 bis 1684
- 1628 Katharina Ada, die Frau des Schweinehirten, Anklage scheiterte
- 1665 Hans Glaser zeigte an, dass seine Frau als Hexe verleumdet würde. Die Verleumderin musste zwei Gulden Strafe bezahlen.
- 1669 Anna Klotz, aus der Haft entlassen.
- 1678 Michel Schäfers Hausfrau, Zaubereiverdacht ausgeräumt.
- 1684 Margretha Meyer, die Ehefrau des Leinenwebers Jacob Meyer, letzte Untersuchung wegen eines Zauberschadens wurde eingestellt.

## Stadtgeschichtlicher Weg zum Thema Hexenverfolgung
2007 wurde in Sindelfingen ein stadtgeschichtlicher Weg zum Thema Hexenverfolgung eingeweiht mit neun Informationstafeln und detaillierten Hinweisen auf die Hexenprozesse in der Stadt in der Zeit von 1563 bis 1616. Begleitmaterialien wurden entwickelt, um den Schulen zu helfen, sich intensiver mit der Stadtgeschichte zu beschäftigen.